# ベルト (ブルターニュ女公)
ベルト・ド・コルヌアイユ（フランス語：Berthe de Cornouaille, 1114年 - 1158/64年）は、ブルターニュ女公（在位：1148年 - 1156年）。ブルターニュ公コナン3世とヘンリー1世の庶子マティルダ（モード）の娘。ブルターニュを支配したコルヌアイユ家の最後の人物である。

## 生涯
ベルトはブルターニュ公コナン3世の娘である。トレギエ伯スティーヴンの息子アラン黒伯と結婚し、ベルトは夫アランが1146年に死去するまでイングランドに住み、アランは後にリッチモンド伯となった。アランの死後、ベルトはブルターニュに戻り、ポルオエ副伯ウード2世と再婚した。父コナン3世は死の床で弟オエルを後継者とすることを拒否し、ベルトを後継者に指名した。コナン3世の死後、ベルトはブルターニュ女公位についた。
ベルトは1158年から1164年までの間に死去し、息子コナン4世がブルターニュ公位を継承した。

## 家族
1138年までに初代リッチモンド伯アラン黒伯と結婚し、3人の子女をもうけた。
- コナン4世 - ブルターニュ公、リッチモンド伯[4]
- コンスタンス - ロアン子爵アラン3世と結婚
- エノグエン - サン＝シュルピス女子修道院長

1148年ごろにポルオエ副伯ウード2世と再婚し、3人の子女をもうけた。
- ジョフロワ
- アデライード（1220年没） - イングランド王ヘンリー2世の愛妾、のちフォントヴロー修道院長[7][8]
- アリックス[注釈 3]